# となりは隣り
『となりは隣り』（となりはとなり）は、1972年10月3日から同年12月26日まで東京12チャンネル（現：テレビ東京）で放送されたテレビドラマ。放送時間は毎週火曜20:00 - 20:56（JST）。

## 概要
「大沢骨董店」の一家が中心の物語。しかしこの一家は長男・新太郎が失踪中。父・総一郎はその長男を思い続けている。一方で、大沢家の離れには得体の知れないような常識では扱い切れない若い下宿人たちが住み着いている。ある日、総一郎は「離れの住人を追い出した者にこの家を継がせる」と宣言し、孫娘の純子と文子は色めき立ち、この二人と下宿人たちとの攻防戦が始まった。総一郎と孫娘たち、下宿人たちの新旧世代の行き違いなどを描いた。スタートした日の1972年10月3日の各新聞テレビ欄に於いては「脱ホームドラマ」と謳われていた。沢田研二、萩原健一、テレサ野田、上條恒彦ら、豪華なゲストを招いたドラマだった。

## キャスト
- 大沢総一郎：小沢栄太郎[3]
- 大沢房子：丹阿弥谷津子
- 大沢純子（孫娘・長女）：加賀まりこ
- 大沢文子（孫娘・次女）：范文雀
- 大沢和子（孫娘・三女）：栗田ひろみ
- 大沢新太郎（長男）：田村亮 - 後に大沢家の離れにやって来て「山川治夫」と名乗り住み着くことに。
- 井上英夫：長谷川哲夫
- ジロー：堺正章
- デコ：吉田日出子
- サム：串田和美
- マグロ：大江徹
- 平野伸子：左時枝（第7話から）
- 青い三角定規
- 松尾ジーナ
- 山本コウタロー
- 河原崎長一郎
- 保倉幸恵
- 伊藤高
- 佐藤博

### ゲスト
- 沢田研二
- 萩原健一（第4話）
- テレサ野田（第4話）
- 石橋正次（第5話）
- 高木周作：上條恒彦（第8話） - 純子の学生時代の華道部の先輩
- ひろし：三上寛（第10話）
- 黒田由里子：小川知子（第11話）
- 黒田征志郎：内田朝雄（第11話）
- ほか

## スタッフ
- 作：佐々木守
- 演出：今野勉
- 製作：東京12チャンネル　テレビマンユニオン

## サブタイトル
（日本経済新聞、週刊TVガイド掲載のものによる。）
1. 1972年10月3日「七年目は失踪宣告」
2. 1972年10月10日「宣戦布告の男と女」
3. 1972年10月17日「仲よし小道はどこの道」
4. 1972年10月24日「あの子はだァレ?」
5. 1972年10月31日「海山千里に風が吹く」
6. 1972年11月7日「森の木蔭でドンジャラホイ」
7. 1972年11月14日「ゆりかごの歌を…」
8. 1972年11月21日「海は広いな大きいな」
9. 1972年11月28日「ふたアツ、ふたアツ」
10. 1972年12月5日「たんぽぽのお酒」
11. 1972年12月12日「花嫁御寮はなぜ泣くのだろ」
12. 1972年12月18日「雨降りお月さん」
13. 1972年12月25日「めだかの学校は川の中」